# Jung Dong-Hyun
Jung Dong-Hyun (1. lipnja 1988.) je južno korejski alpski skijaš. Natjecao se za Južnu Koreju na Zimskim olimpijskim igrama 2010. gdje nije uspio završiti prvu vožnju slaloma. Sedam puta se kvalificirao u drugu vožnju Svjetskog kupa u slalomu, a najbolji rezultat mu je 14. mjesto u Zagrebu 2017. godine.

## Vanjske poveznice
- FIS stranica  Arhivirana inačica izvorne stranice od 14. veljače 2011. (Wayback Machine)